# Pelikan

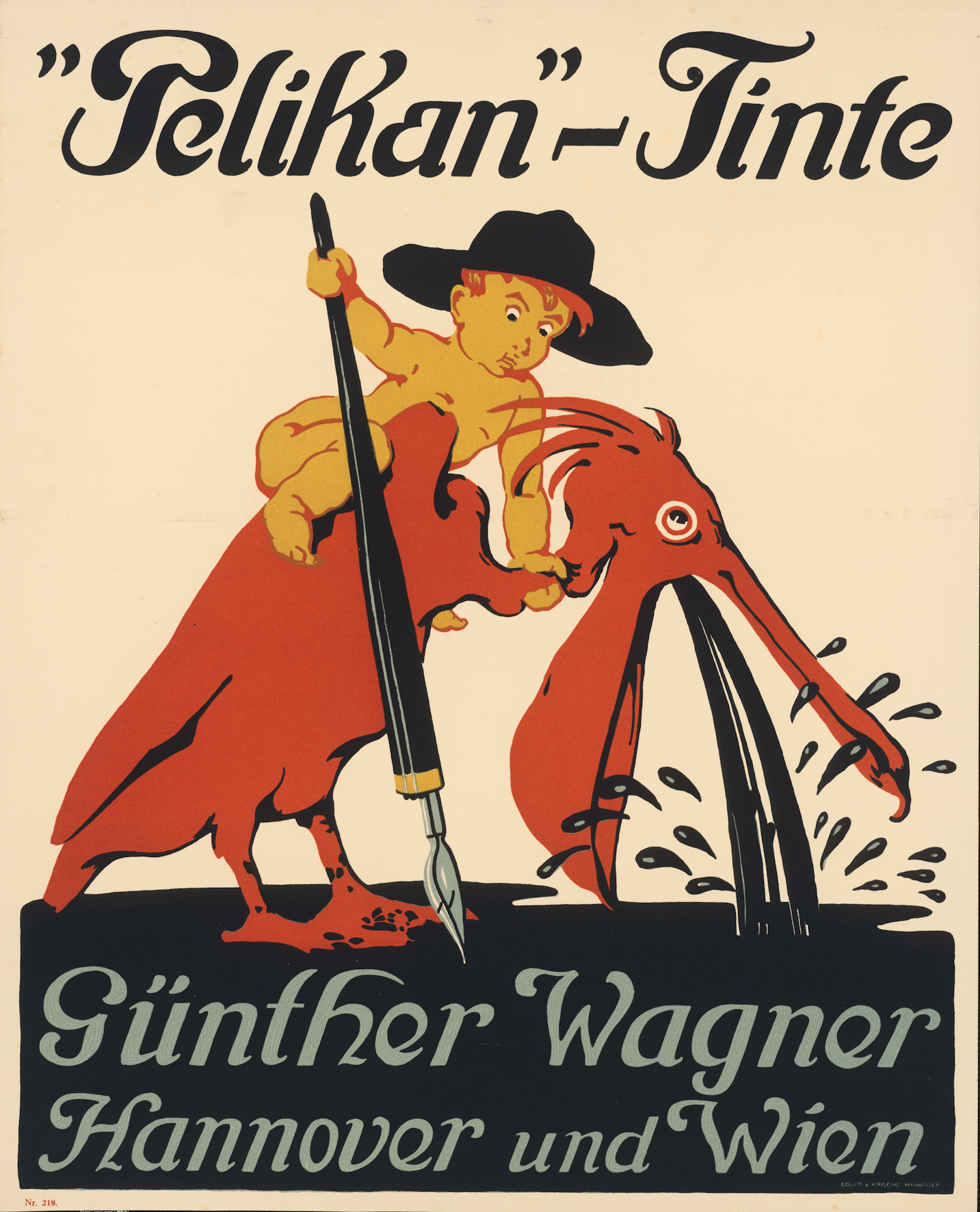
Anuncio de tinta Pelikan, c.1909

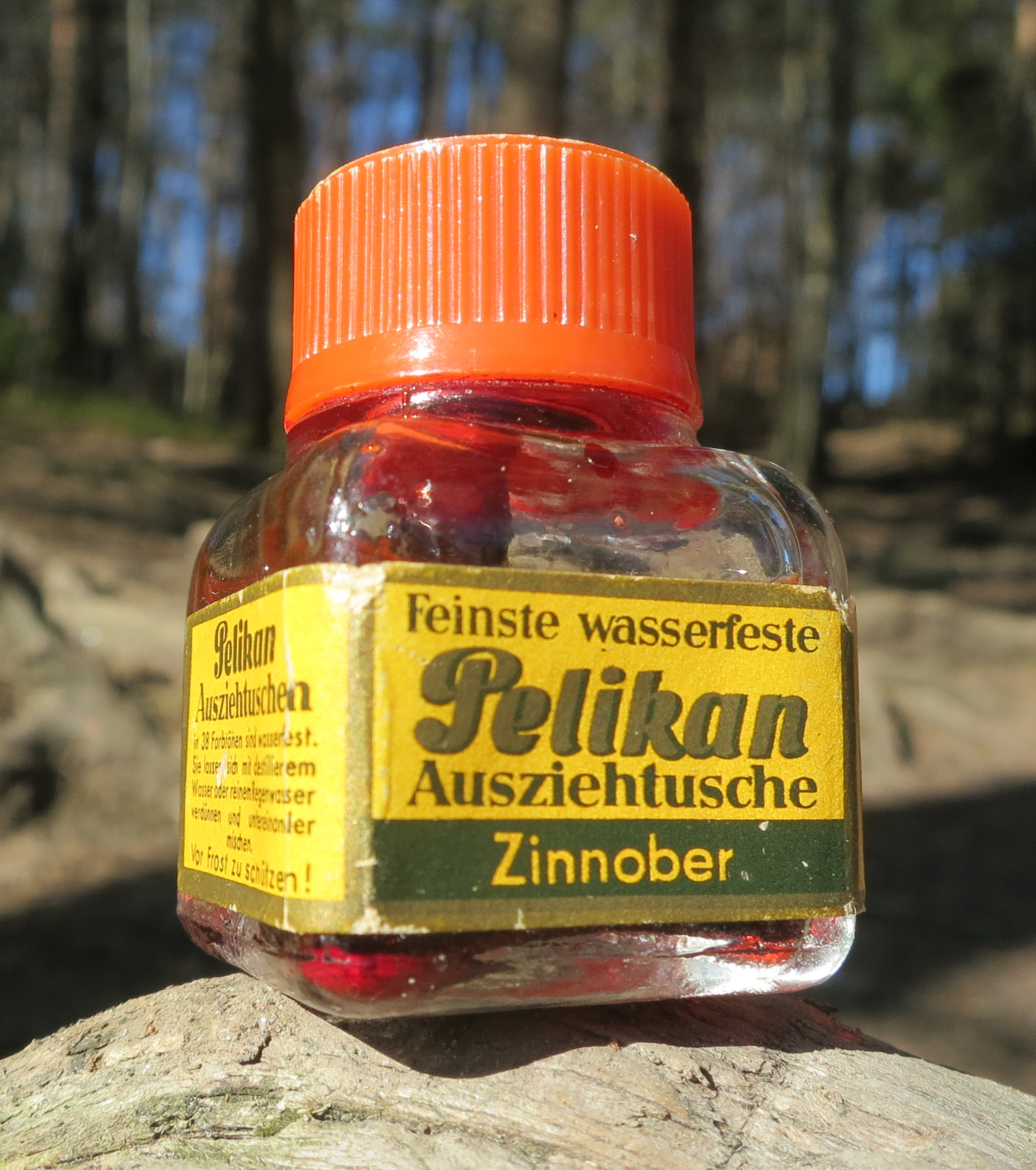
Tinta Pelikan de la década de 1960

Pelikan Holding AG o Pelikan es un grupo alemán creado en 1832 por el químico alemán Carl Hornemann cuando abrió un taller de pintura para artistas en Suiza. Cabe destacar que aunque la fecha de su creación fue 1832, la fecha oficial se tiene como el 28 de abril de 1838, fecha en que la marca publicó su primera lista de precios. Posteriormente Günter Wagner fue contratado como químico y jefe de fábrica. En 1871 adquirió la fábrica y en 1878 presentó su logotipo: un pelícano alimentando a sus crías, símbolo extraído del escudo familiar de los Wagner, siendo este uno de los primeros registros oficiales de marca realizados en Alemania. Actualmente el foco principal de Pelikan es una gama de productos para la escritura, la oficina y el hogar como por ejemplo cartuchos de tinta para impresoras, cintas para máquinas de escribir, papel de calco, bolígrafos, rotuladores, plumas estilográficas, adhesivo, gomas, marcadores, lápices, acuarelas, crayones, pintura digital (para pintar con las manos), tinta china, manualidades y tijeras, manejando unos 600 productos que exporta a 164 países.

## Historia
Las raíces de la empresa se remontan a 1838, cuando el químico Carl Hornemann fundó una fábrica de tintas y colores en Hannover, Alemania. La fecha de la primera lista de precios de la empresa, el 28 de abril, se establece como fecha de fundación de la empresa. 
El primer logotipo de Pelikan, se diseñó en 1878. 
En 1863, Guenther Wagner obtuvo el cargo de químico y gerente de planta. Se hizo cargo de la empresa en 1871. Wagner también diseñó el primer logotipo de la empresa (tomando la figura de un pelícano de su propio escudo de armas familiar) en 1878, convirtiéndose también en una de las primeras marcas comerciales alemanas. La empresa amplió su gama de distribución a Austria, Italia, República Checa, Hungría y Croacia, y luego estableció una nueva fábrica en Viena. 
En 1881, la empresa había ampliado su planta, empleando a 39 personas más. Cuando Fritz Beindorff se hizo cargo de la empresa, Pelikan agregó productos de oficina para copiar, sellar, pegar y borrar. En 1896, Pelikan comenzó a producir tinta china, logrando un gran éxito de ventas. Para 1913, la fabricación se expandió y Pelikan empleó a 1057 trabajadores. En 1929, Pelikan produjo su primera pluma estilográfica. 
Pelikan expandió sus productos a juegos de acuarelas en 1931. Los productos de instrumentos de escritura se trasladaron a Peine ya que las instalaciones de Hannover ya no podían ampliarse. En 1978, Pelikan se convirtió en una sociedad anónima, cambiando su forma jurídica de GmbH a AG, con acciones divididas entre la familia Beindorff y otros 46 propietarios. Seis años después, Pelikan fue adquirida por una empresa suiza. La empresa con sede en Hannover se separó en varias subcompañías y luego se vendió.
En 1996, Goodace SDN BHD, una empresa de Malasia, se hizo cargo de la mayoría de las acciones de Pelikan. Pelikan se mudó a un nuevo edificio de oficinas en Hannover en 2003. Dos años más tarde, la empresa Geha-Werke se fusionó con Pelikan, aunque operaba como una división independiente.
En noviembre del 2009, Pelikan compró la empresa rival de papelería Herlitz, que anteriormente había sido comprada por "Stationery Products S.à.rl", una empresa con sede en Luxemburgo. En el momento de la adquisición, las instalaciones de producción de Herlitz estaban ubicadas en la ciudad de Falkensee, Brandeburgo, con otras plantas en Polonia, Rumania y el Reino Unido. La logística de Herlitz suministró aprox. 8000 centros de distribución en Alemania directamente, con otros 3000 clientes en toda España. La empresa tenía 1335 empleados, 1100 de los cuales estaban en Alemania.